# Andrei Timuș
Andrei Timuș (n. 18 octombrie 1921, Molovata, raionul Dubăsari, RSS Ucraineană, URSS – d. 12 februarie 2018, Chișinău, Republica Moldova) a fost un specialist în domeniul socio-economiei, care a fost ales ca membru corespondent (1984) al Academiei de Științe a Moldovei.